# Uzavření českých vysokých škol 17. listopadu 1939
Uzavření českých vysokých škol 17. listopadu 1939 proběhlo na základě vyhlášky říšského protektora Konstantina von Neuratha, která měla uzavřít české vysoké školy na dobu tří let. Záminku pro nacistické represe byla série podzimních studentských demonstrací proti nacistické okupaci. Poslední taková demonstrace se odehrála během pohřbu studenta medicíny Jana Opletala.
Krátce před půlnocí 16. listopadu obsadily vysokoškolské koleje v Praze, Příbrami a Brně jednotky německé Ordnungspolizei a SS, které zatýkaly studenty a příslušníky pedagogického sboru. Ještě v noci bylo v ruzyňských kasárnách zastřeleno devět představitelů studentských spolků. V následujících dnech bylo 1 200 studentů transportováno do koncentračního tábora Sachsenhausen. Kromě toho bylo o možnost studovat připraveno 15 172 studentů a bez práce se ocitlo 513 profesorů, 475 docentů a 345 dalších pedagogů.
Dne 17. listopadu 1941, dva roky od události, byl v Londýně vyhlášen Mezinárodní den studentstva. Události z roku 1939 jsou v Česku připomínány během státního svátku 17. listopadu s názvem Den boje za svobodu a demokracii a Mezinárodní den studentstva.

## Protiokupační demonstrace

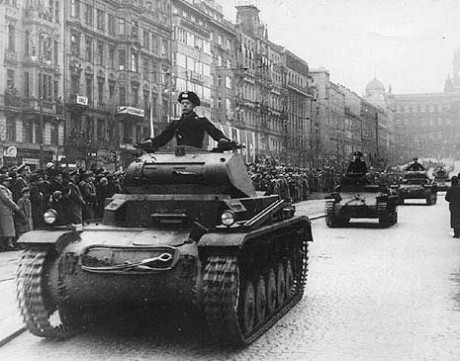
Německé tanky v Praze na počátku německé okupace 15. března 1939

Po vyhlášení Protektorátu Čechy a Morava dne 15. března 1939 dávali občané bývalého Československa jasně najevo svou nespokojenost. Ačkoli do organizovaného ilegálního odbojového hnutí se zapojilo jen 10–15 % národa, především z důvodu hrozby přísných trestů za jakékoli otevřené nepřátelství vůči Třetí říši, svůj nesouhlas vyjadřovala v mírnějších formách většina Čechů. Tento nesouhlas lze označit jako celonárodní odpor.

### Formy odporu
Zpočátku docházelo k projevování odmítavých reakcí spontánně. Nejčastěji lidé svůj názor vyjadřovali v běžném životě, například během promítání německých týdeníků v biografu, kdy se čeští diváci snažili přehlušit němčinu hlasitým kýcháním nebo pokašláváním. V divadlech využívali „řeč dlaní“, čili potlesk, ozývající se při každé narážce namířené proti nesvobodnému režimu. Dále si mezi sebou předávali „desatera“, poskytující pokyny o tom, jak se chovat k Němcům a v hostincích společně zpívali národní písně. Důležitou morální oporou se pro Čechy stal rozhlas. Ve vysíláních reportéra Františka Kocourka byl často schován skrytý význam, který však každý Čech bez potíží odhalil. Důležitou formou obrany národa byly tedy i nejrůznější vtipy, anekdoty a slovní hříčky, jako např. přejmenování protektorátu na „protentokrát“. Mezi lidmi se šířily i zprávy ze zahraničního rozhlasu, a to pomocí tzv. „šeptandy“ – šeptané propagandy. Jelikož zahraniční rozhlas byl v podstatě jediným zdrojem svobodných informací, hrála tehdy v protektorátu důležitou roli a zároveň sloužila jako stmelovací prvek národa.

### Akce odporu
Časem mírné projevy sílily a postupně přerůstaly ve výraznější a otevřené protiokupační akce. Češi se vraceli k typickým národním kulturním tradicím. Tento návrat podporoval celkovou atmosféru v zemi, a tím i národně-obrannou činnost. Mezi nejslavnější akty národní soudržnosti patří převoz ostatků literáta Karla Hynka Máchy na vyšehradský hřbitov v Praze. Do protestních akcí se zapojila i katolická církev, a to prostřednictvím národních poutí, konaných v létě roku 1939. V den výročí Mnichovské dohody, 30. září, pak proběhl bojkot pražské tramvajové dopravy. Lidé šli do práce pěšky a tramvaje jezdily bez cestujících. Vrcholnou celonárodní akcí, kterou podpořil i velký úspěch zářijového bojkotu, byly demonstrativní oslavy výročí vzniku samostatného Československa, tedy 28. října. Ačkoli podle nařízení Německa již nesměl být v Protektorátu státním svátkem, Češi se svátečně oblékli a v několika podnicích se nepracovalo. Proti demonstracím probíhajícím na Václavském náměstí a v pražských ulicích, kterých se účastnili převážně studenti, zasáhla okupační moc. Kromě pořádkové policie se na potlačení podílely i jednotky SS. Během tohoto střetu byl nacisty zastřelen dělník Václav Sedláček a postřelen Jan Opletal, student Lékařské fakulty Univerzity Karlovy. Na následky zranění 11. listopadu 1939 zemřel.

### Pohřeb Jana Opletala

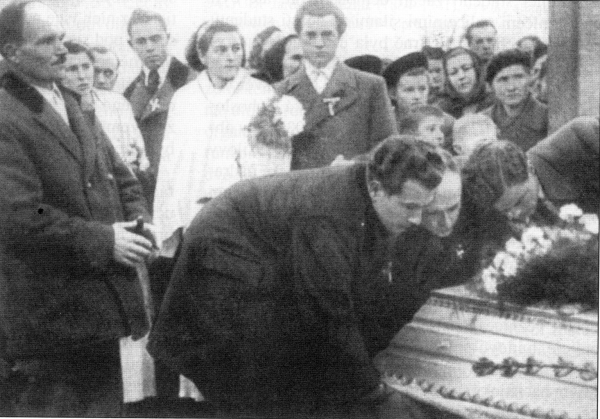
Pohřeb Jana Opletala

Pohřeb Jana Opletala se konal 15. listopadu 1939 v Praze na Albertově. Rakev s ostatky pak byla převezena na medikovu rodnou Moravu. Po pohřbu následovala další demonstrace, která však přerostla v otevřený protest. Akce se zúčastnily tisíce lidí. I tentokrát došlo ke střetům mezi nacisty a demonstrujícími Čechy. Toto veřejné vystoupení proti nesvobodě znamenalo zásadní okamžik pro události následujících dnů. Vedení Říše se totiž rozhodlo situaci v protektorátu a stále se stupňující protiokupační nálady řešit.

## Nacistické represe
Hned následující den, 16. listopadu, byla svolána mimořádná porada v Berlíně, které se účastnil i Adolf Hitler. Jejím účelem bylo zasáhnout do dění na českém území a zamezit jakékoli další podobné činnosti. Výsledkem bylo schválení plánu „Sonderaktion Prag“. K této „zvláštní akci“ došlo v noci z 16. na 17. listopadu 1939. Hlavním iniciátorem akce a následných opatření byl státní tajemník Úřadu říšského protektora K. H. Frank. Němečtí pořádkoví policisté a členové jednotek SS vtrhli na vysokoškolské koleje v Praze, Brně a Příbrami. Zatčení studenti byli převezeni do ruzyňských kasáren a Kounicových kolejí. Tam bylo popraveno 9 hlavních představitelů studentských organizací: Jan Černý, Josef Adamec, Bedřich Koula, Josef Matoušek, Václav Šaffránek, Jan Weinert, František Skorkovský, Marek Frauwirth a Jaroslav Klíma. Více než 1 200 dalších studentů bylo transportováno do koncentračního tábora Sachsenhausen-Oranienburg. Většina zatčených odtud byla propuštěna na přelomu let 1942 a 1943. V táboře zahynulo celkem 35 z těchto studentů. Akce 17. listopad 1939 byla považována za promyšlený zásah proti české inteligenci a kultuře, což vyvolalo pobouření světového formátu. Dne 17. listopadu 1941, dva roky od události, byl v Londýně vyhlášen Mezinárodní den studentstva.

Představitelé studentských spolků popravení 17. listopadu 1939
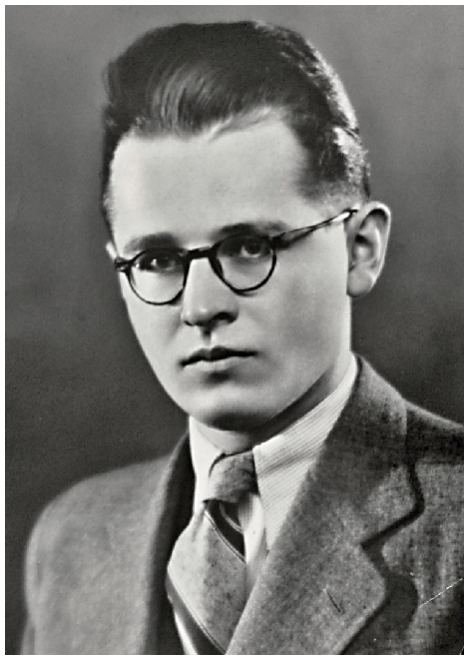
Jan Černý
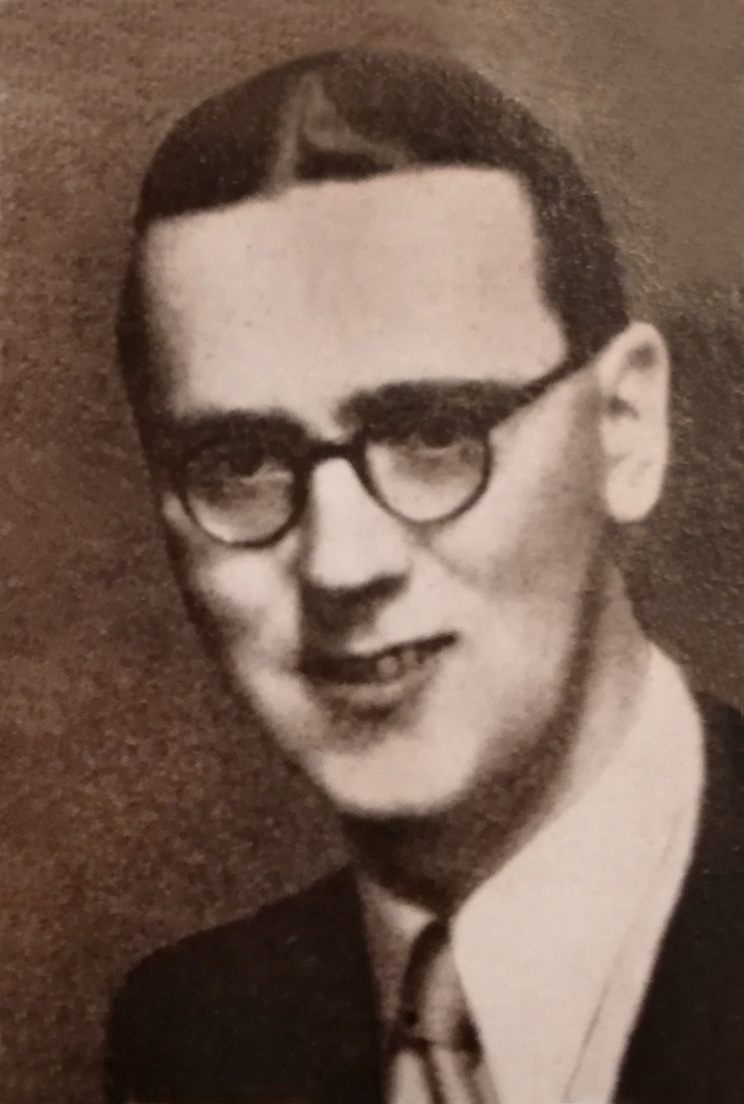
Josef Adamec
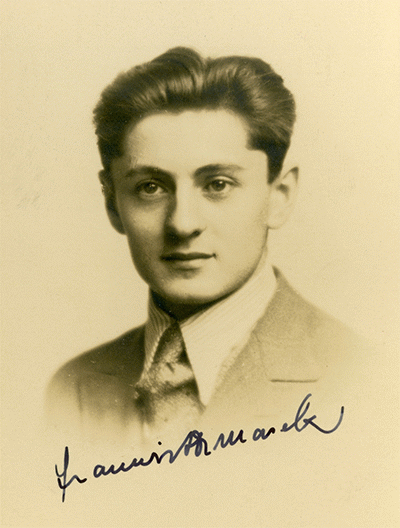
Marek Frauwirth
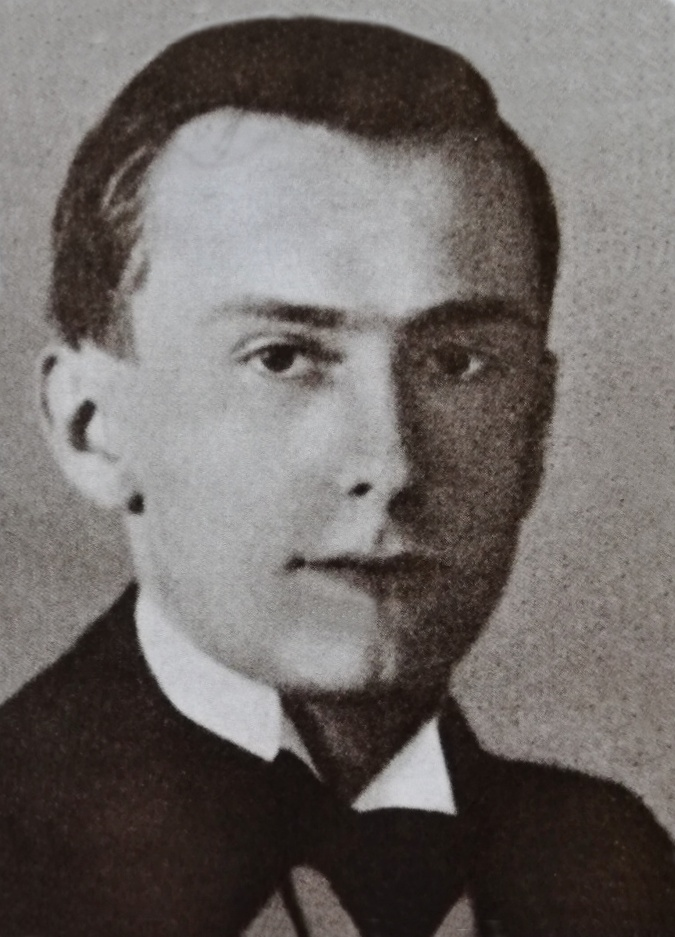
Jaroslav Klíma
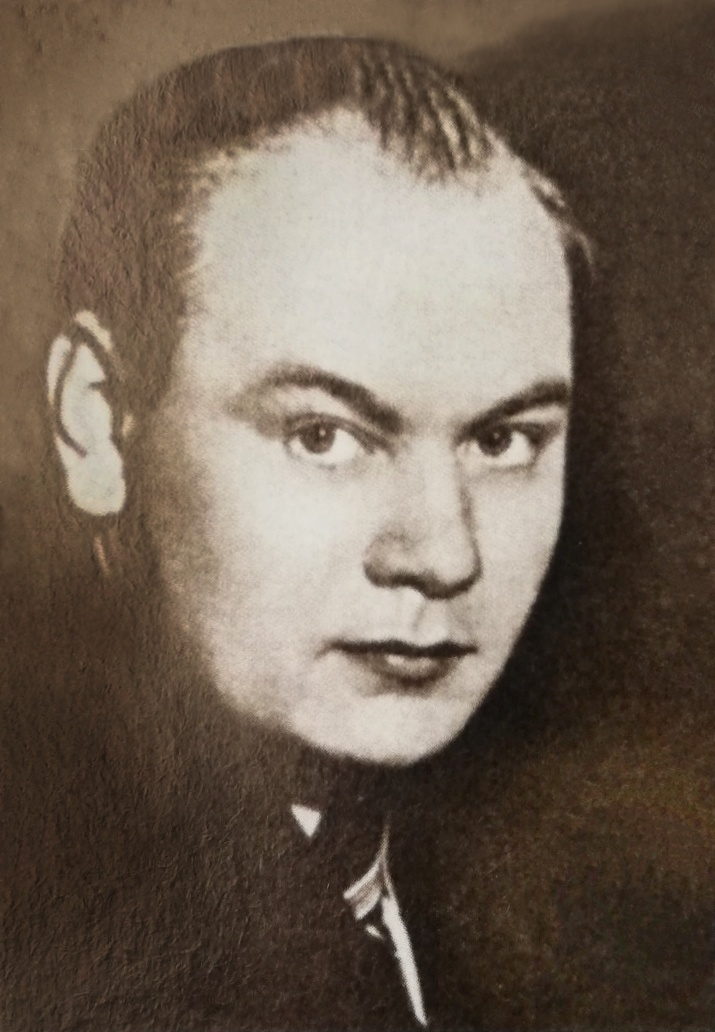
Bedřich Koula
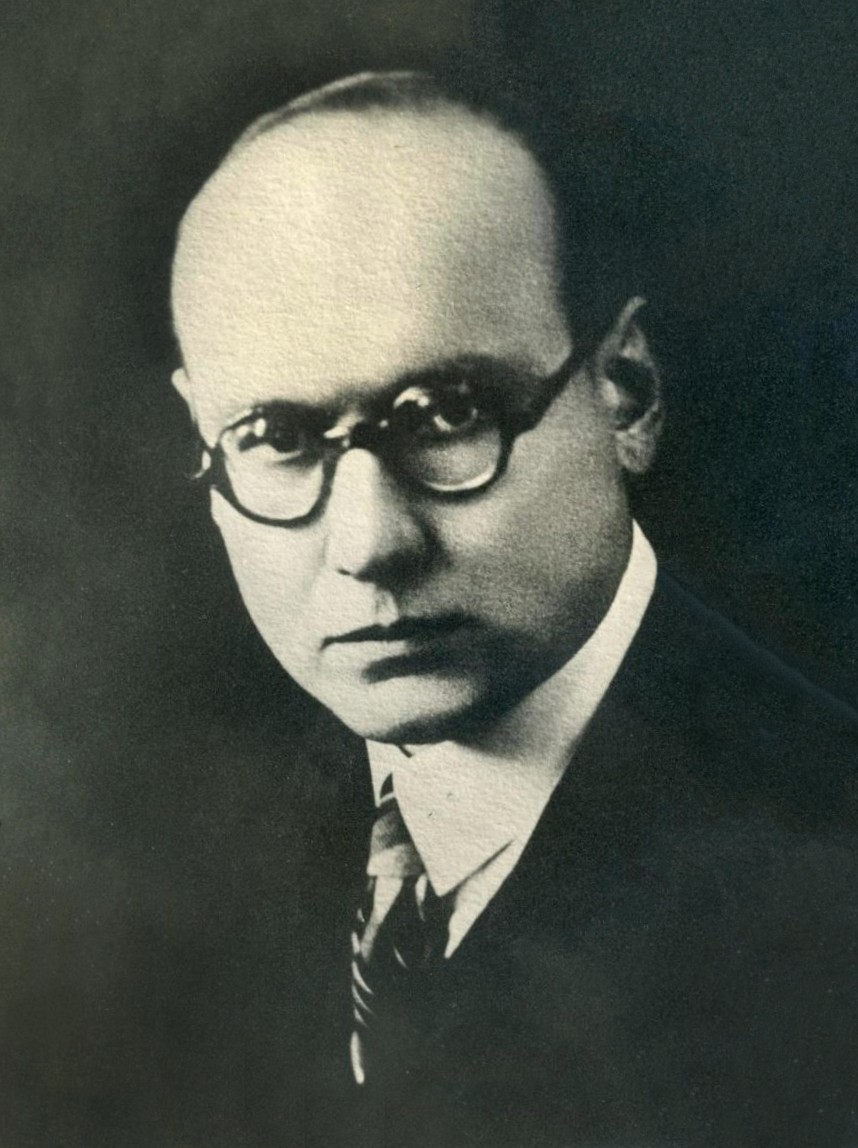
Josef Matoušek
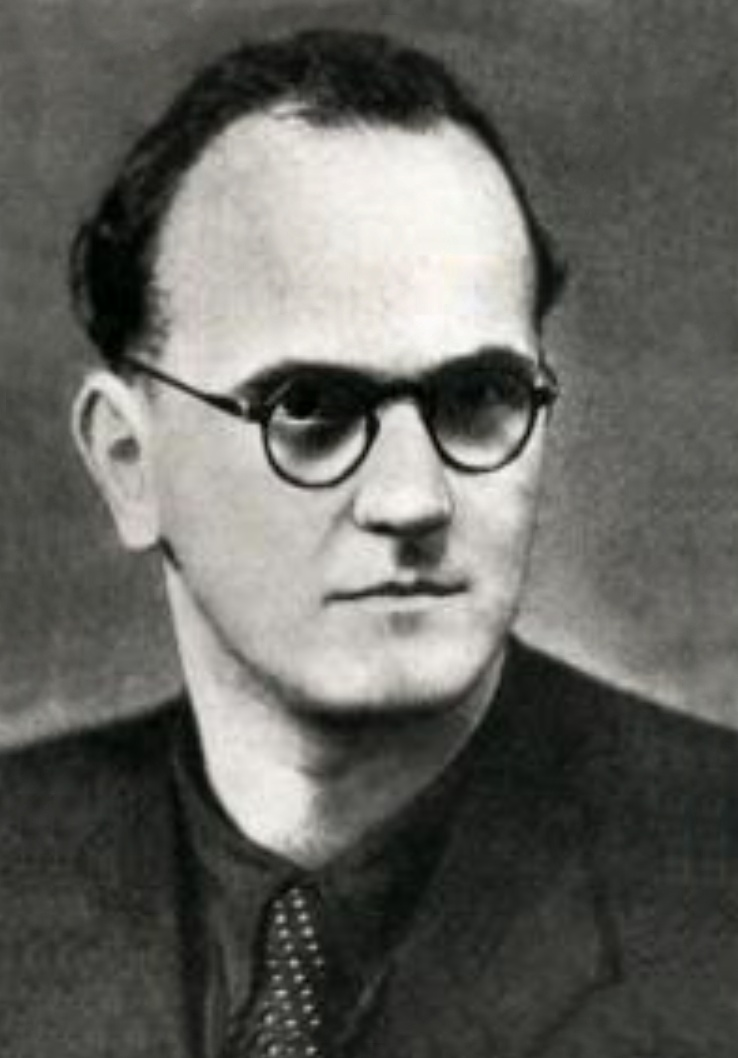
František Skorkovský
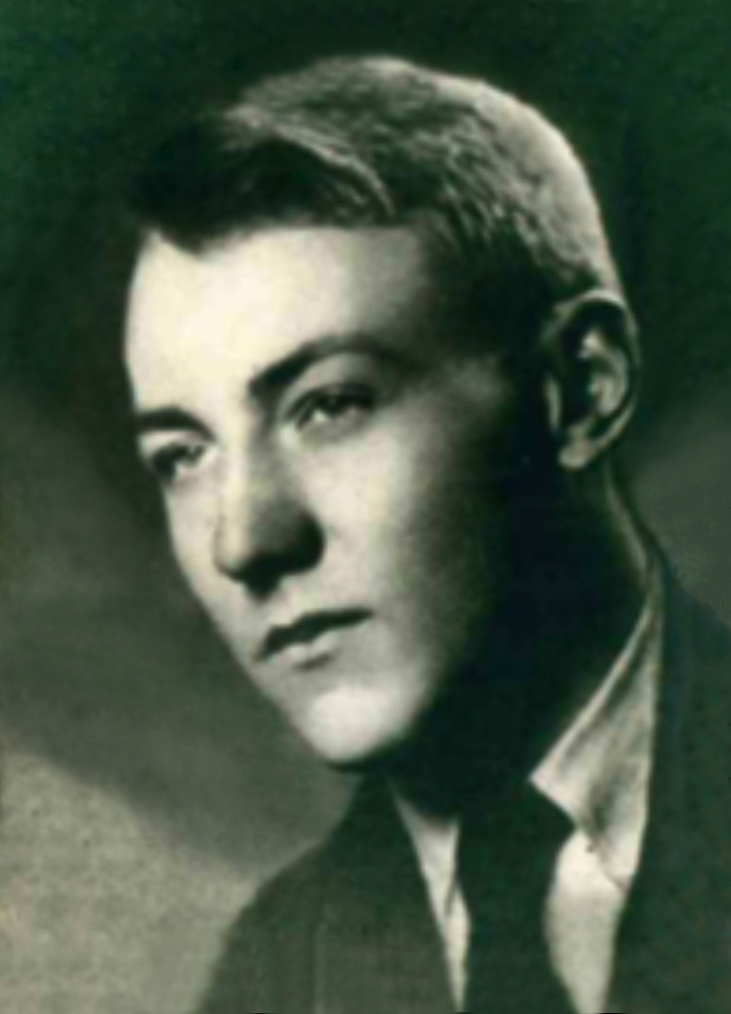
Václav Šaffránek
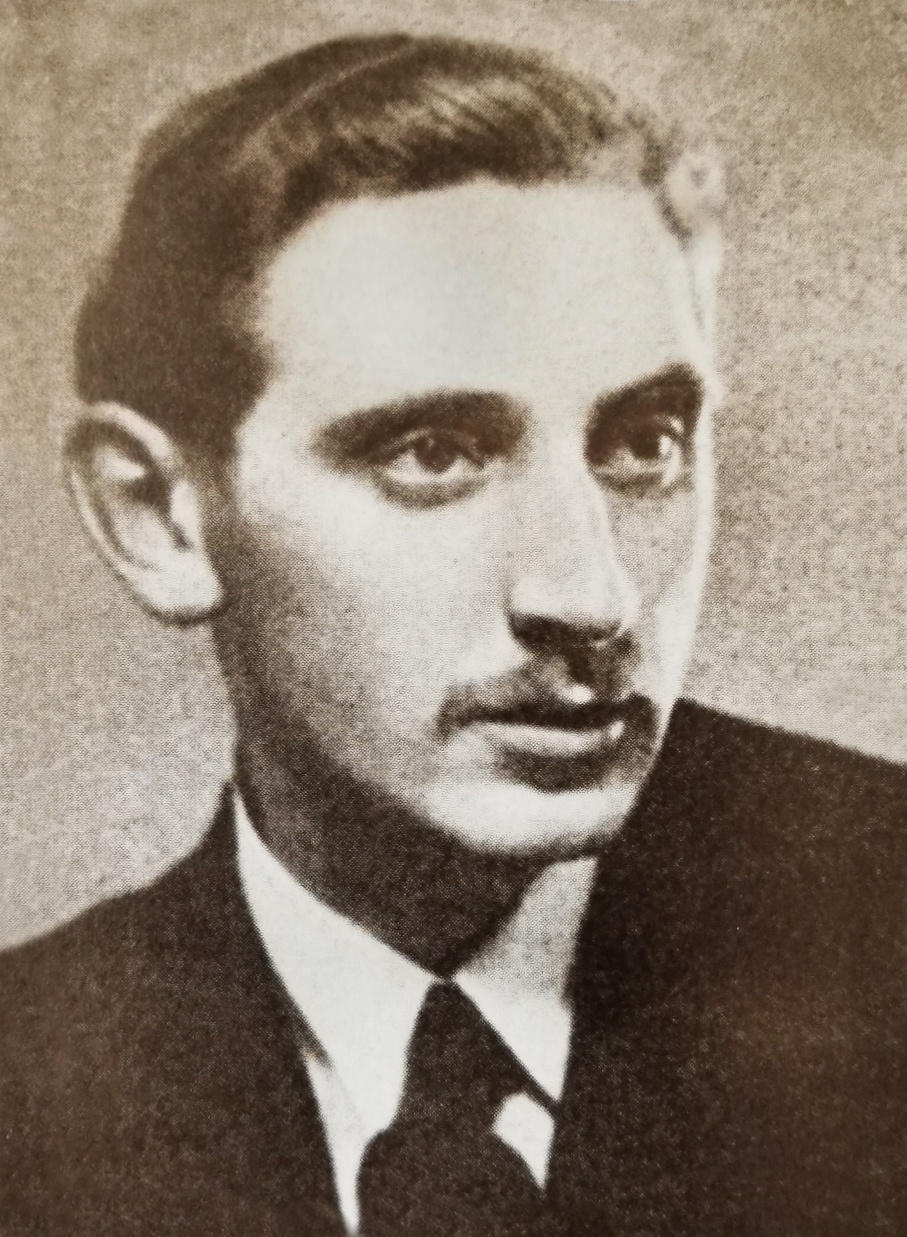
Jan Weinert

### Uzavření všech českých vysokých škol

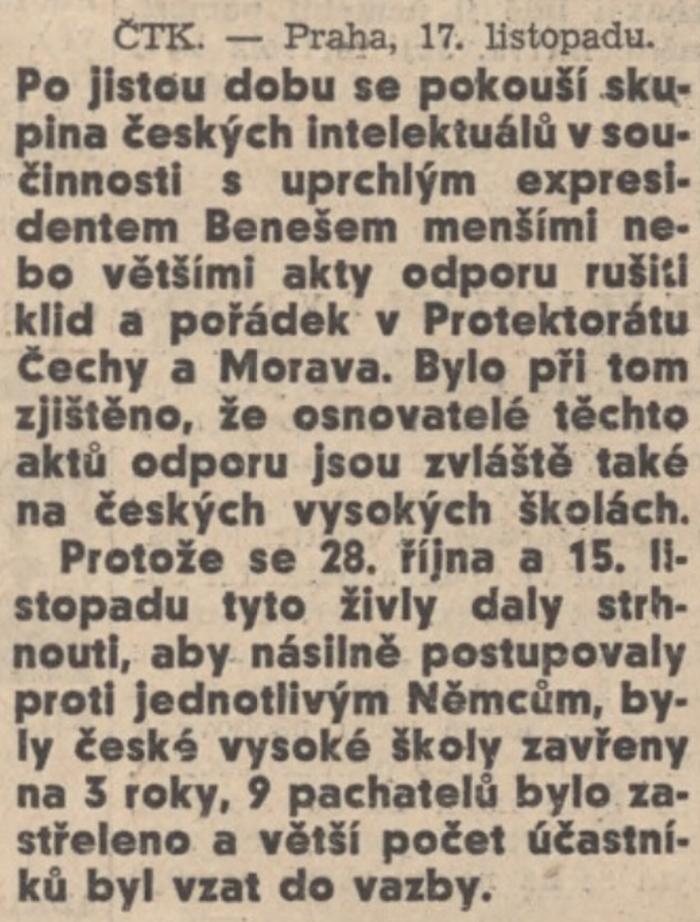
Výstřižek z titulní strany večerního vydání protektorátních Národních listů ze dne 18. listopadu 1939 informující o uzavření vysokých škol a popravě 9 představitelů studentských organizací

Podle vyhlášky říšského protektora Konstantina von Neuratha ze 17. listopadu 1939 měly být všechny české vysoké školy uzavřeny na dobu 3 let. O studium přišlo 15 172 studentů a bez práce se ocitlo 513 profesorů, 475 docentů a 345 dalších pedagogů. Uzavření všech českých vysokých škol mělo trvat 3 roky. Znovu měly být otevřeny roku 1942, ale zastupující říšský protektor Reinhard Heydrich, který v úřadu nahradil v září 1941 Konstantina von Neuratha, opakovaně jasně prohlásil, že se tak do konce války nestane. Státnímu prezidentovi Háchovi, který byl do funkce zvolen po abdikaci Edvarda Beneše na podzim roku 1938 místo toho nabídl, že Čechům bude umožněno studovat na německých školách. Německé univerzity ani německých vysokých škol technických v Praze a Brně se vyhláška netýkala. Po atentátu na Heydricha se situace ještě zhoršila. K. H. Frank se ke znovuotevření českých vysokých škol vyjádřil zcela jasně – nepřicházelo v úvahu.

#### Uzavřené vysoké školy
Dne 17. listopadu 1939 bylo uzavřeno všech 10 tehdy existujících českých vysokých škol:
- Univerzita Karlova v Praze
- České vysoké učení technické v Praze
- Akademie výtvarných umění v Praze
- Husova československá evangelická fakulta bohoslovecká v Praze
- Masarykova univerzita v Brně
- Česká vysoká škola technická v Brně
- Vysoká škola zemědělská v Brně
- Vysoká škola zvěrolékařská v Brně
- Cyrilo-metodějská bohoslovecká fakulta v Olomouci
- Vysoká škola báňská v Příbrami

## Možnosti studia
V letech 1939–1941 bylo studium v podstatě znemožněno. Několik studentů se ho pokoušelo navázat na německých univerzitách, ale v tomto období jimi nebyli přijímáni. V ojedinělých případech se podařilo studium navázat v Bratislavě. Roku 1941 dostal omezený počet českých studentů možnost studovat přímo v Německu. V letním semestru bylo s Hitlerovým souhlasem přijato ke studiu medicíny a technických oborů 35 Čechů. O rok později, v červenci 1942, byla založena nadace poskytující stipendia na studium v Říši. Z 3500 uchazečů bylo ke studiu přijato 380. Mezi podmínky, které museli uchazeči splnit, patřily dobrá znalost němčiny a vztah k Říši. Nutné bylo rovněž státně-politické přezkoumání. Každý uchazeč musel mít rasový původ odpovídající německým požadavkům – tento bod byl obsažen i ve zvláštním výnosu říšského ministra pro vědu, školství a osvětu Bernharda Rusta z 1. května 1942. Čeští studenti byli pod neustálou kontrolou, v německých školách byli rozmístěni tak, aby nevytvářeli větší skupiny a mohli studovat jen některé, tzv. nezávadné, obory. Zakázáno bylo studium společenskovědních oborů a práv. Během let 1942–1944 studia dokončilo jen malé množství studentů.

### Německé vysoké školy v protektorátě
V protektorátě Čechy a Morava fungovaly po 17. listopadu 1939 čtyři německé vysoké školy:
- Německá Karlova univerzita[11]
- Německá vysoká škola technická v Praze[12]
- Německá akademie výtvarných umění v Praze
- Německá vysoká škola technická v Brně[13][14]

Kromě německých vysokých škol fungovaly v Praze Ukrajinská svobodná univerzita a Ruská svobodná universita, v roce 1942 přejmenovaná na Ruskou vědeckou akademii v Praze.

## Vývoj po válce
Výuka na českých vysokých školách byla obnovena po skončení druhé světové války. Naopak Německá universita a německé vysoké školy technické byly dekretem prezidenta republiky Edvarda Beneše z 18. října 1945 zpětně zrušeny ke dni 17. listopadu 1939. Všechny tituly získané v období mezi těmito daty byly tedy neplatné.

## Pomníky a památníky
- Stromořadí studentů v Modřanech – alej devíti lip vysazených roku 1940 na památku popravených studentů, při ní památník s jejich jmény a pamětní kámen